# Morven Christie
Morven Christie es una actriz escocesa conocida por interpretar a Amanda Hopkins en la serie Grantchester y la oficial de enlace Lisa Armstrong en la serie The Bay.

## Biografía
Morven se entrenó en el "Drama Centre London" de donde se graduó en el 2003.
En febrero del 2012 se casó con el director escocés Scott Graham.

## Carrera
En el 2007 se unió al elenco de la miniserie Oliver Twist donde dio vida a Rose Maylie, la tía materna de Oliver (William Miller).
En el 2008 dio vida a Jane Bennet, la hermana mayor de Elizabeth Bennet (Gemma Arterton) en la miniserie Lost in Austen.
En el 2009 apareció en la serie Monday Monday donde interpretó a Sally Newman, un miembro de recursos humanos.
En el 2011 se unió a la miniserie The Sinking of the Laconia donde dio vida a Laura Ferguson, una de las pasajeras del "RMS Laconia". La miniserie está basada en los hechos reales ocurridos en el incidente de Laconia, donde se dio el hundimiento del trasatlántico británico "RMS Laconia" durante la Segunda Guerra Mundial luego de que el "U-156", un submarino alemán los impactara con torpedos, posteriormente el submarino junto a otros tres botes y un submarino italiano intentó rescatar a los pasajeros.
Ese mismo año se unió al elenco recurrente de la serie Sirens donde interpretó a Kirsty Schelmerdine, la terapeuta del hospital.
En el 2012 se unió al elenco de la serie Hunted donde dio vida a Zoe Morgan, la encargada de la logística y la planificación dentro de "Byzantium" el equipo de Deacon Crane (Adewale Akinnuoye-Agbaje), hasta el final de la serie ese mismo año.
Ese mismo año se unió al elenco de la serie Twenty Twelve donde dio vida a Fiona Healey, la jefa de "Legacy".
En el 2014 apareció como invitada en la serie Silent Witness donde dio vida a la detective sargento Sally Kirchner.
En el 2015 se unió al elenco principal de la serie Grantchester donde da vida a Amanda Kendall-Hopkins, una amiga e interés romántico de Sidney Chambers (James Norton). Ese mismo año apareció como invitada en la popular serie de ciencia ficción Doctor Who donde interpretó a Alice O'Donnell, la técnica de sistemas en the Drum, una base minera subacuática en Escocia, en el año 2119.
En el 2016 año apareció en la miniserie Murder donde interpretó a la detective sargento Corinne Evans, una oficial de la policía que comienza a investigar el caso del asesinato del médico Rafe Carey (Frank Gilhooley).
Ese mismo año se unió al elenco principal de la serie The A Word donde interpreta a Alison Hughes, la madre de Joe Hughes (Max Vento), un pequeño de cinco años cuya vida y la de su familia cambia cuando es diagnosticado con autismo.
El 24 de junio del mismo año se anunció que se había unido al elenco del drama The Replacement donde dio vida a la arquitecta Ellen Rooney, quien luego de quedar embarazada su nuevo reemplazo en el trabajo Paula (Vicky McClure) comienza a intentar robarle todos los aspectos de su vida.
En julio del 2017 se anunció que se uniría al elenco de la nueva miniserie Ordeal By Innocence .
En 2019 y 2021 fue la protagonista de la serie de drama criminal de ITV The Bay, donde dio vida a la sargento detective oficial de enlace familiar Lisa Armstrong, abandonándola luego de terminar la segunda temporada.

## Filmografía

### Series de televisión
| Año         | Título                     | Personaje              | Notas                                  |
| ----------- | -------------------------- | ---------------------- | -------------------------------------- |
| 2019 - 2021 | The Bay                    | Lisa Armstrong         | 12 episodios                           |
| 2017        | Ordeal By Innocence        | -                      | miniserie                              |
| 2016        | The A Word                 | Alison Hughes          | 6 episodios                            |
| 2017        | The Replacement            | Ellen Rooney           | 3 episodios - miniserie                |
| 2016        | Murder                     | DS. Corinne Evans      | episodio "The Third Voice" - miniserie |
| 2015        | Doctor Who                 | Alice O'Donnell        | 2 episodios                            |
| 2014        | Grantchester               | Amanda Kendall-Hopkins | 19 episodios                           |
| 2014        | From There to Here         | Louise                 | 3 episodios - miniserie                |
| 2014        | Death in Paradise          | Sally Goodman          | 2 episodios                            |
| 2014        | Silent Witness             | DS. Sally Kirchner     | 2 episodios                            |
| 2013        | Agatha Christie's Poirot   | Elsie Clayton          | episodio "Los trabajos de Hércules"    |
| 2012        | Hunted                     | Zoe Morgan             | 8 episodios                            |
| 2012        | Twenty Twelve              | Fiona "Fi" Healey      | 7 episodios                            |
| 2011        | Sirens                     | Kirsty Schelmerdine    | 3 episodios                            |
| 2011        | Case Histories             | Michelle Moore         | 2 episodios                            |
| 2011        | The Sinking of the Laconia | Laura Ferguson         | 2 episodios - miniserie                |
| 2010        | Survivors                  | Judy                   | episodio # 2.5                         |
| 2009        | Monday Monday              | Sally Newman           | 7 episodios                            |
| 2008        | Lost in Austen             | Jane Bennet            | 4 episodios - miniserie                |
| 2008        | Harley Street              | Danni Lacey            | episodio # 1.1                         |
| 2007        | Oliver Twist               | Rose Maylie            | 5 episodios - miniserie                |
| 2007        | Sold                       | Trish                  | episodio # 1.2                         |
| 2004        | Teachers                   | Anna                   | episodio # 4.7                         |
| 2004        | Doctors                    | Lizzie Franklin        | episodio "Rotten Eggs"                 |

### Películas
| Año  | Título             | Personaje | Notas |
| ---- | ------------------ | --------- | --- |
| 2009 | The Young Victoria | Watson    | junto a Emily Blunt, Rupert Friend, Miranda Richardson, Mark Strong, Jim Broadbent, Harriet Walter y Thomas Kretschmann |

### Radio
| Año  | Título                                 | Personaje         | Notas       |
| ---- | -------------------------------------- | ----------------- | ----------- |
| 2012 | Austerlitz                             | Ágata             | BBC Radio 3 |
| 2011 | A Farewell to Arms                     | Catherine Barkley | BBC Radio 4 |
| 2006 | When You Cure Me                       | Rachel            | -           |
| -    | Whenever I Get Blown Up I Think of You | Molly Naylor      | -           |
| -    | An Inspector Calls                     | Sheila Birling    | -           |

### Videojuegos
| Año  | Título                        | Notas                                    |
| ---- | ----------------------------- | ---------------------------------------- |
| 2014 | Dragon Age: Inquisition       | prestó su voz para las voces adicionales |
| 2010 | Enslaved: Odyssey to the West | prestó su voz para las voces adicionales |

### Teatro
| Año         | Obra                   | Personaje    | Director (a)     | Teatro                | Notas                                                                  |
| ----------- | ---------------------- | ------------ | ---------------- | --------------------- | ---------------------------------------------------------------------- |
| 2016        | Outlying Islands       | -            | Marc Atkinson    | -                     | junto a Harry Hadden-Paton, Kyle McPhail y Frederick Warder            |
| 2015        | The Driver's Seat      | Lise         | Laurie Sansom    | National Theatre      | junto a Ivan Castiglione, Andrea Volpetti y Sheila Reid                |
| 2010 - 2011 | Men Shopuld Weep       | Isa Morrison | Josie Rourke     | The Lyttleton Theatre | junto a Pierce Reid y Sarah MacRae                                     |
| 2009        | A Winter's Tale        | Perdita      | Sam Mendes       | -                     | junto a Simon Russell Beale, Sinead Cusack, Rebecca Hall y Ethan Hawke |
| 2009        | The Cherry Orchard     | Anya         | Sam Mendes       | -                     | junto a Simon Russell Beale, Rebecca Hall, Sinead Cusack y Ethan Hawke |
| 2006 - 2007 | Much Ado About Nothing | Hero         | Marianne Elliott | Swan Theatre          | junto a Adam Rayner                                                    |
| 2006        | King John              | Blanche      | -                | RSC Theatre           | junto a Sorcha Cusack, Richard McCabe, Joseph Millson y Tamsin Greig   |
| 2006        | Romeo & Juliet         | Juliet       | Katrina Lindsay  | RSC Theatre           | junto a Rupert Evans, Sorcha Cusack, Jamie Ballard y David Fielder     |
| 2005        | When You Cure Me       | Rachel       | -                | Bush Theatre          | junto a Gwyneth Strong, Samuel Barnett, Lisa McDonald y Daniel Bayle   |
| 2005        | Festen                 | Pia          | Rufus Norris     | Lyric Theatre         | junto a Paul Nicholls, William Beck, Susannah Wise y Sam Cox           |